# La Madeleine-de-Nonancourt
La Madeleine-de-Nonancourt es una localidad y comuna francesa situada en la región de Alta Normandía, departamento de Eure, en el distrito de Évreux y cantón de Nonancourt.

## Demografía
| 1 032                     | 1 010 | 1 009 | 937 | 950 | 890 | 941 | 931 | 894 | 853 | 824 | 839 | 810 | 769 | 847 | 799 | 814 | 794 | 775 | 773 | 723 | 704 | 700 | 685 | 741 | 707 | 722 | 662 | 762 | 952 | 1 150 | 1 163 | 1 181 |
| (Fuente: INSEE y Cassini) |       |       |     |     |     |     |     |     |     |     |     |     |     |     |     |     |     |     |     |     |     |     |     |     |     |     |     |     |     |       |       |       |